# مارك بارسونز
مارك بارسونز (بالإنجليزية: Mark Parsons)‏ هو مدرب كرة قدم أمريكي، ولد في القرن العشرين في المملكة المتحدة.

## وصلات خارجية
- مارك بارسونز على موقع قاعدة بيانات كرة القدم.إي يو (الإنجليزية)
- مارك بارسونز على موقع Soccerway.com (الإنجليزية)
- مارك بارسونز على موقع عالم كرة القدم.نت (الإنجليزية)